# Mauricio Malvestiti
Mauricio Malvestiti (n. Marne de Filago, Lombardía; 25 de agosto de 1953) es un obispo católico italiano. Fue nombrado obispo del Diócesis de Lodi el 26 de agosto de 2014.

## Biografía

### Formación y sacerdocio
Realizó sus estudios inferiores en el Seminario Local de la diócesis de Bérgamo y los superiores de Teología y Filosofía en el Roma.
Fue ordenado sacerdote el día 11 de junio del año 1977 por el que era durante esa época el Obispo de la Diócesis de Bergamo Mons, Giulio Oggioni. 
En el año 1994 es llamado como oficial à la Congregación para las Iglesias Orientales y en el 2009 es subsecretario de la misma Congregación. Habla inglés y francés.
El 26 de agosto de 2014, papa Francisco lo nombró nuevo obispo de la Diócesis de Lodi, substituyendo al monseñor Giuseppe Merisi, retirado por límite de edad.
Fue consagrado obispo el 11 de octubre de 2014 para el cardenal Leonardo Sandri en la Basílica de San Pedro en Roma.

## Galería fotográfica

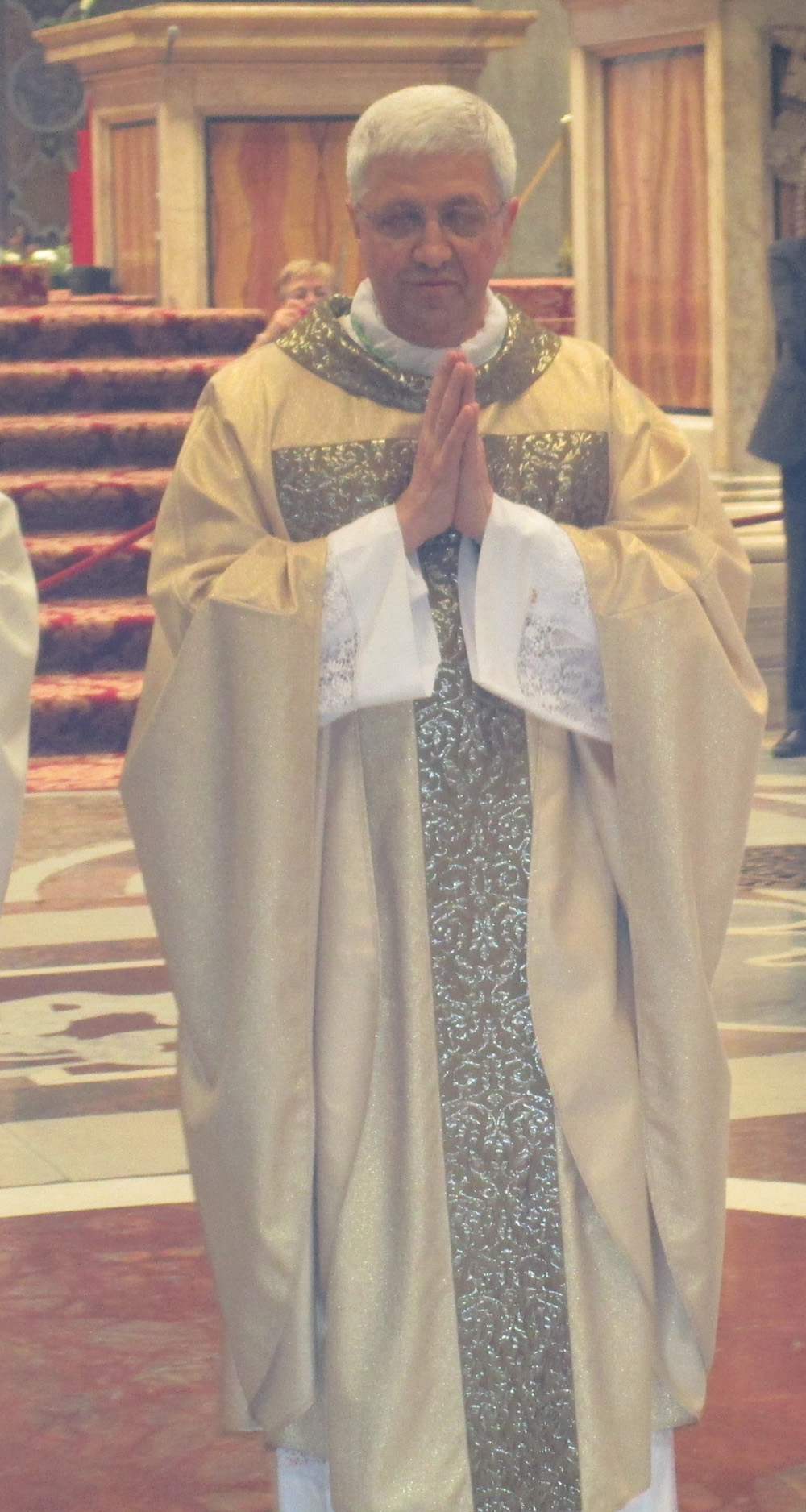
El obispo Malvestiti, el día de su consacracióon episcopal, en la basílica de San Pedro, en Roma.
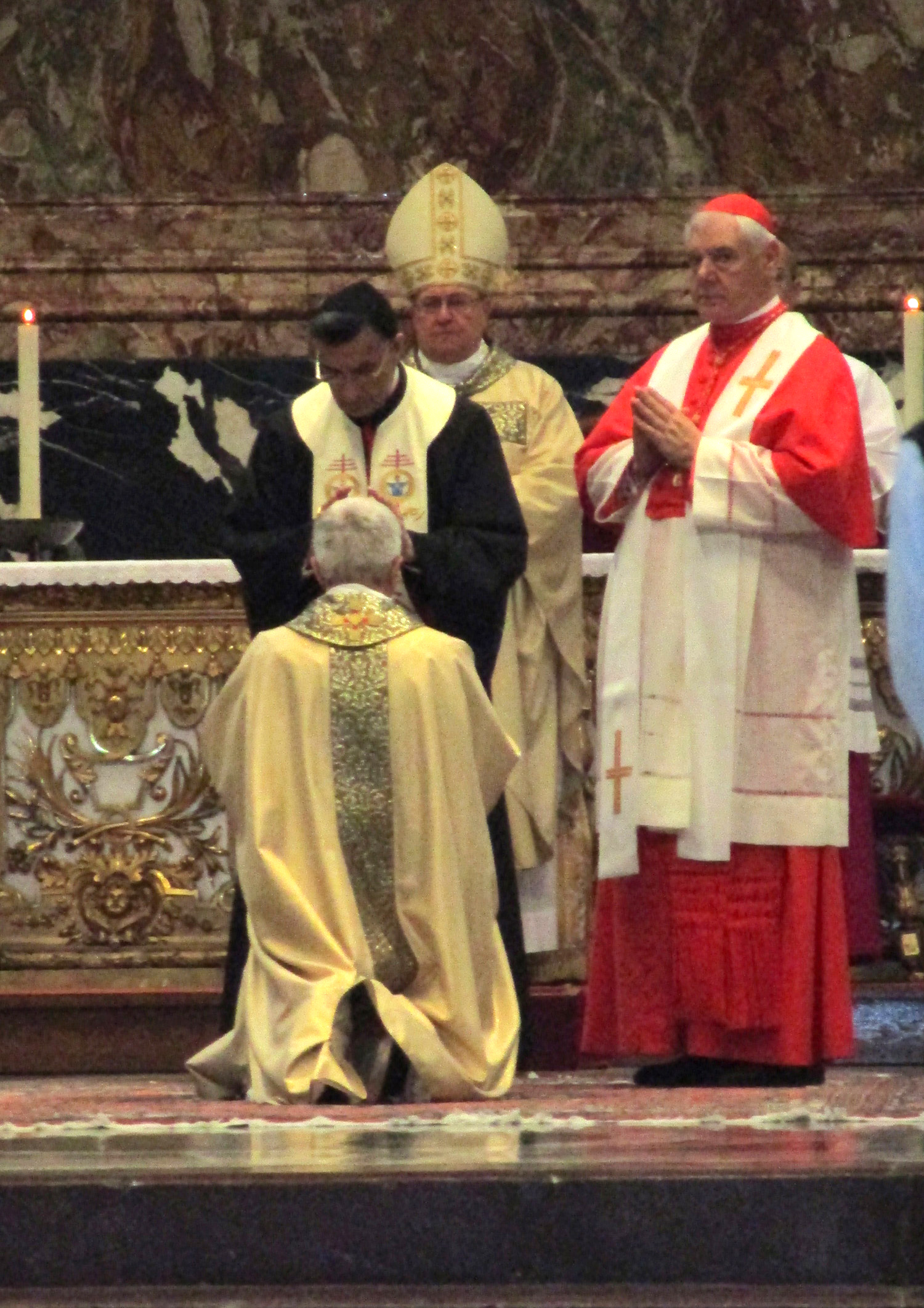
El patriarca maronita Rahi impone las manos para padre Maurizio. Detrás de elles, los cardinales Sandri y Müller.
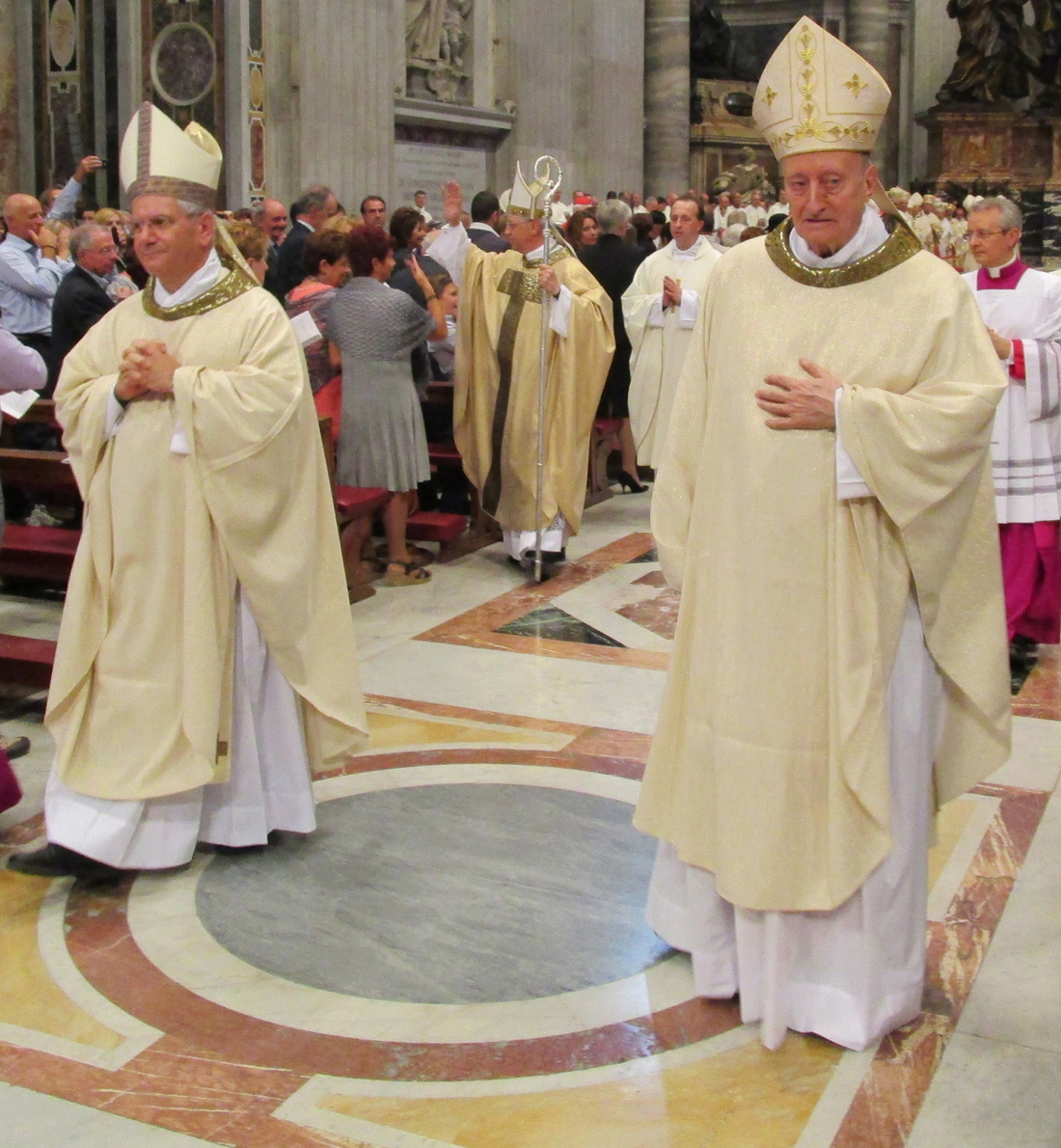
El obispo Malvestiti, apenas ordenado, bendiciendo al pueblo. En frente de él, los obispos coconsagrantes Beschi, izquierda, y Merisi, derecha.
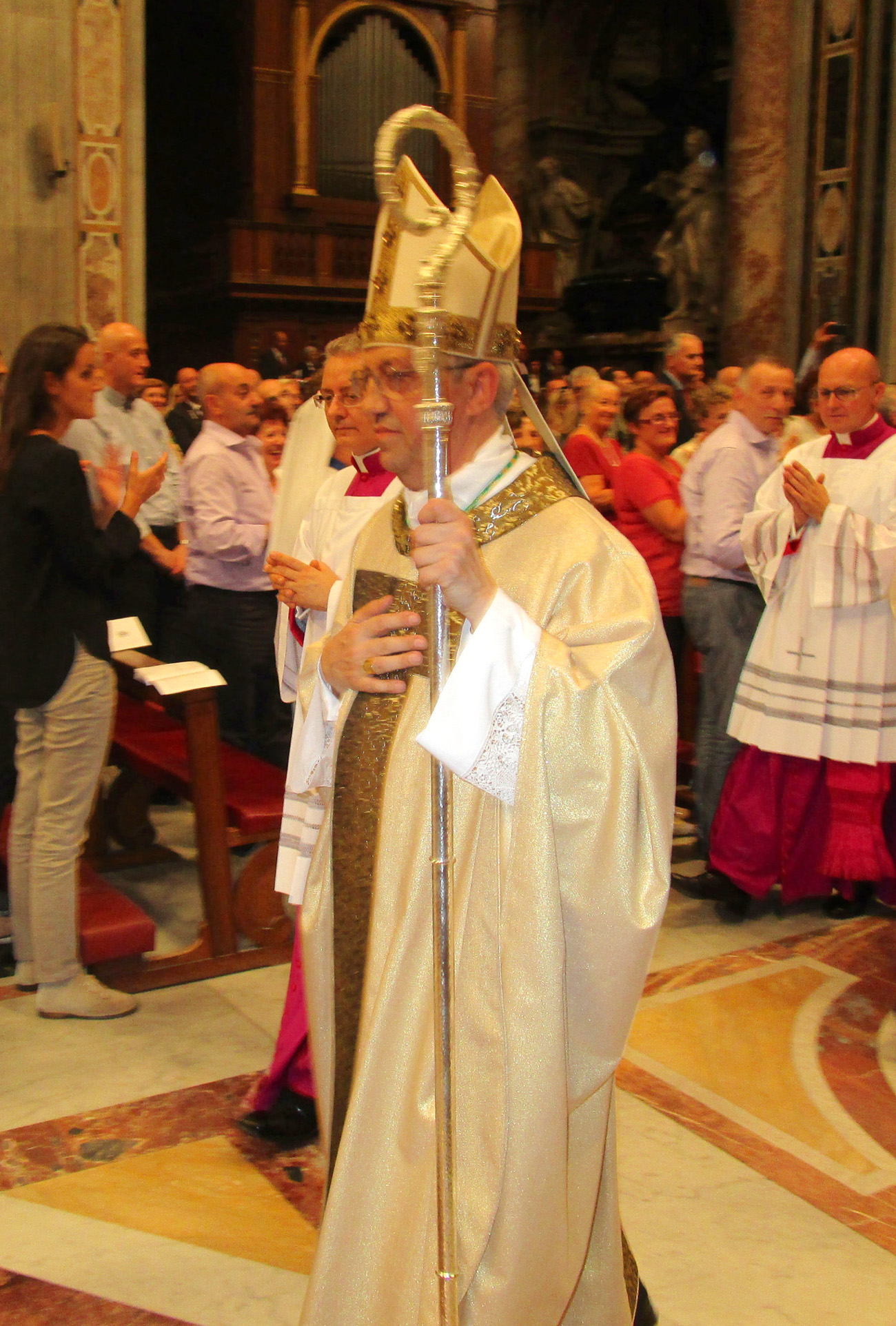
El obispo Malvestiti apenas ordenado
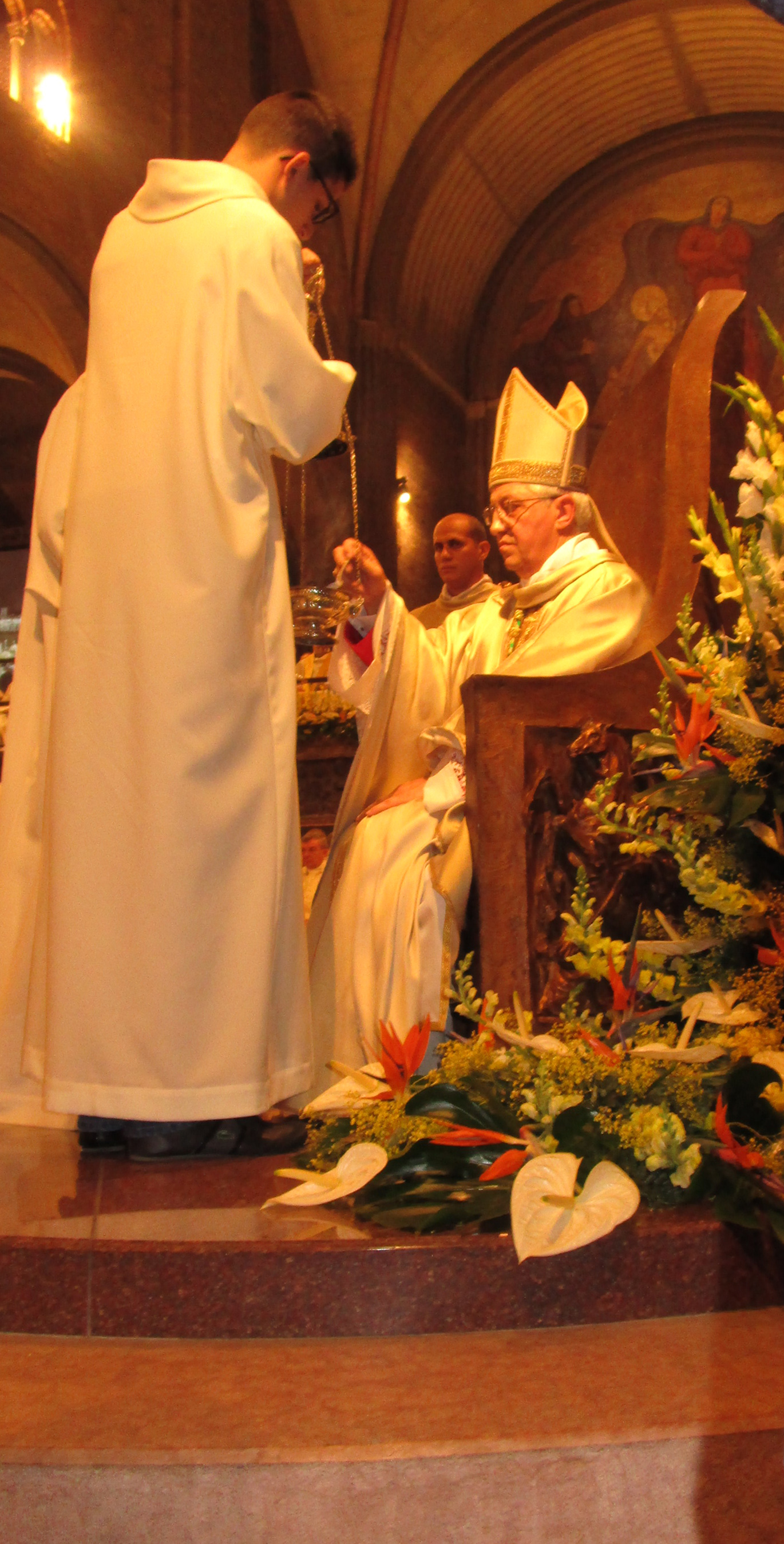
El obispo Malvestiti apenas instalado
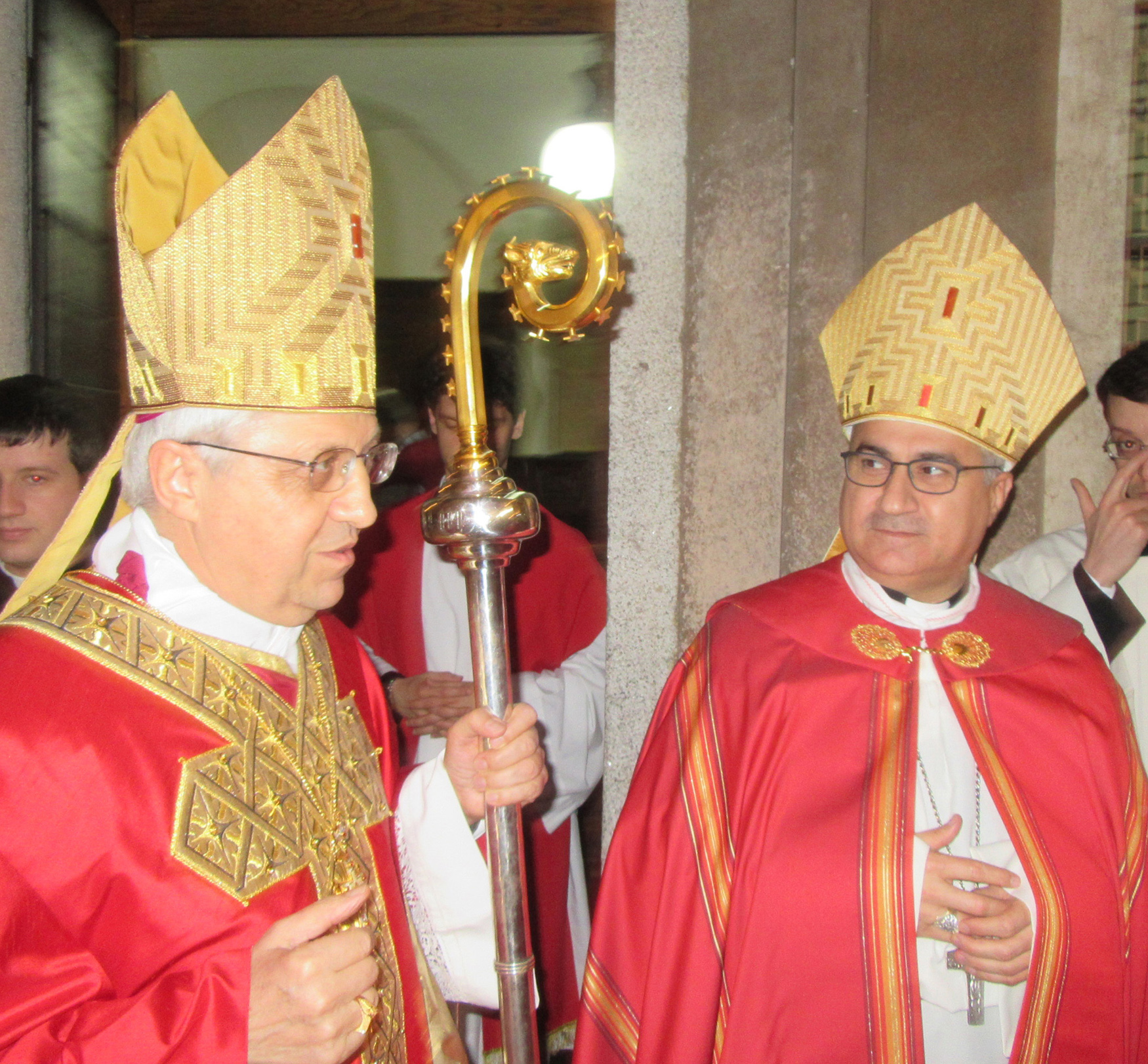
El obispo Malvestiti con el obispo caldea Bashar Warda en la vigilia de toda la noche de Pentecostés en la catedrál de Lodi, 14 de mayo de 2016.